# Instituto Superior de Engenharia do Porto

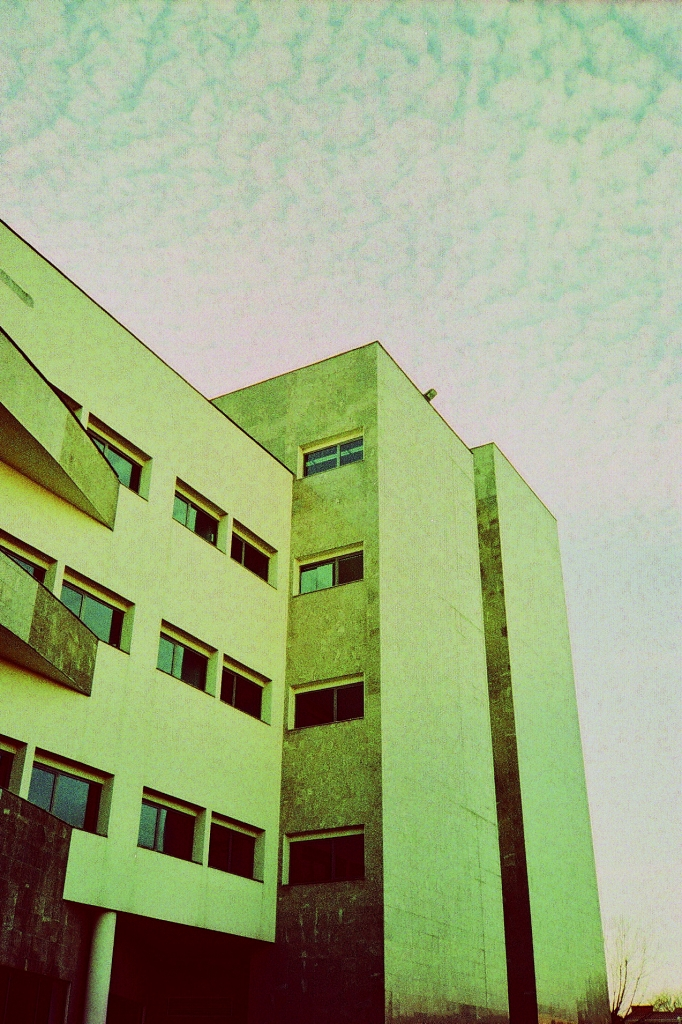
El Instituto Superior de Ingeniería de Oporto (Instituto Superior de Engenharia do Porto, en portugués) es un centro de Ingeniería en la ciudad de Oporto, Portugal. 
El ISEP fue fundado en 1852 con la creación de la Escuela Industrial (Escola Industrial). Fue transformado en "Instituto Industrial do Porto" en 1864 y en "Instituto Superior de Ingeniería" en 1974.
En 1989 se integra con otras escuelas politécnicas de Oporto al pasar a formar parte del Instituto Politécnico de Oporto.

## Titulaciones
- Ingeniero en Informática (Engenharia Informática)
- Ingeniero en Obras Públicas (Engenharia Civil)
- Ingeniero en Mecánica (Engenharia Mecânica)
- Ingeniero en Electricidad (Engenharia Electrotécnica de Sistemas Eléctricos de Energía)
- Ingeniero en Electricidad, especialidad en Ordenadores y Sistemas (Engenharia Electrotécnica de Computadores e Sistemas)
- Ingeniero Químico (Engenharia Química)
- Ingeniero Industrial (Engenharia de Instrumentação e Qualidade Industrial)
- Ingeniero de Minas (Engenharia Geotécnica e Geoambiente)
- Ingeniero Técnico en Informática
- Ingeniero Técnico en Obras Públicas
- Ingeniero Técnico en Mecánica
- Ingeniero Técnico en Electricidad
- Ingeniero Técnico en Electricidad, especialidad en Ordenadores y Sistemas
- Ingeniero Técnico Químico
- Ingeniero Técnico Industrial
- Ingeniero Técnico de Minas
- Ingeniero de Sistemas (Engenharia de Sistemas)